# Хроматий Аквилейский
Хрома́тий (умер ок. 406 или 407 года) — святой епископ Аквилейский. День памяти — 2 декабря.
Святой Хроматий родился и вырос предположительно в Аквилее. Он рано потерял отца и был выращен матерью и многочисленными братьями и сестрами.
После кончины Валериана, епископа города, святой Хроматий приблизительно в 387 или 388 году стал священником. Он был одним из наиболее знаменитых прелатов того времени и состоял в активной переписке со своими современниками: святителем Амвросием Медиоланским, блаженным Иеронимом Стридонским, писателем Руфином Аквилейским.